# Saison NBA 1973-1974
Navigation
Saison 1972-1973 Saison 1974-1975
La saison NBA 1973-1974 est la 25e saison de la NBA (la 28e en comptant les trois saisons de BAA). Les Celtics de Boston remportent le titre NBA en battant en Finale les Milwaukee Bucks 4 victoires à 3.

## Faits notables
- Le All-Star Game 1974 s'est déroulé au Seattle Center à Seattle, où les All-Star de l'Ouest ont battu les All-Star de l'Est 134-123. Bob Lanier (Detroit Pistons) a été élu Most Valuable Player.
- Les Baltimore Bullets sont relocalisés à Landover (Maryland) et deviennent les Capital Bullets.
- Les contres et les interceptions sont officiellement comptabilisés parmi les statistiques de la ligue.

## Classements en saison régulière
| Champion de division | Qualifié pour les playoffs | Non qualifié pour les playoffs |

### Par division
| Division Atlantique   | V  | D  | PCT  | GB |
| --------------------- | -- | -- | ---- | -- |
| Celtics de Boston C   | 56 | 26 | 68.3 | -  |
| Knicks de New York    | 49 | 33 | 59.8 | 7  |
| Braves de Buffalo     | 42 | 40 | 51.2 | 14 |
| 76ers de Philadelphie | 25 | 57 | 30.5 | 31 |

| Division Centrale      | V  | D  | PCT  | GB |
| ---------------------- | -- | -- | ---- | -- |
| Bullets de la Capitale | 47 | 35 | 57.3 | -  |
| Hawks d'Atlanta        | 35 | 47 | 42.7 | 12 |
| Rockets de Houston     | 32 | 50 | 39.0 | 15 |
| Cavaliers de Cleveland | 29 | 53 | 35.4 | 18 |

| Division Midwest           | V  | D  | PCT  | GB |
| -------------------------- | -- | -- | ---- | -- |
| Bucks de Milwaukee         | 59 | 23 | 72.0 | -  |
| Bulls de Chicago           | 54 | 28 | 65.9 | 5  |
| Pistons de Détroit         | 52 | 30 | 63.4 | 7  |
| Kings de Kansas City-Omaha | 33 | 49 | 40.2 | 26 |

| Division Pacifique        | V  | D  | PCT  | GB |
| ------------------------- | -- | -- | ---- | -- |
| Lakers de Los Angeles     | 47 | 35 | 57.3 | -  |
| Warriors de Golden State  | 44 | 38 | 53.7 | 3  |
| SuperSonics de Seattle    | 36 | 46 | 43.9 | 11 |
| Suns de Phoenix           | 30 | 52 | 36.6 | 17 |
| Trail Blazers de Portland | 27 | 55 | 32.9 | 20 |

### Par conférence
| Conférence Est | Conférence Est         | Conférence Est | Conférence Est | Conférence Est |
| No             | Franchise              | Vic.           | Déf.           | PCT            |
| -------------- | ---------------------- | -------------- | -------------- | -------------- |
| 1              | Celtics de Boston C    | 56             | 26             | 68.3           |
| 2              | Knicks de New York     | 49             | 33             | 59.8           |
| 3              | Bullets de la Capitale | 47             | 35             | 57.3           |
| 4              | Braves de Buffalo      | 42             | 40             | 51.2           |
|                |                        |                |                |                |
| 5              | Hawks d'Atlanta        | 35             | 47             | 42.7           |
| 6              | Rockets de Houston     | 32             | 50             | 39.0           |
| 7              | Cavaliers de Cleveland | 29             | 53             | 35.4           |
| 8              | 76ers de Philadelphie  | 25             | 57             | 30.5           |

| Conférence Ouest | Conférence Ouest           | Conférence Ouest | Conférence Ouest | Conférence Ouest |
| No               | Franchise                  | Vic.             | Déf.             | PCT              |
| ---------------- | -------------------------- | ---------------- | ---------------- | ---------------- |
| 1                | Bucks de Milwaukee         | 59               | 23               | 72.0             |
| 2                | Bulls de Chicago           | 54               | 28               | 65.9             |
| 3                | Pistons de Détroit         | 52               | 30               | 63.4             |
| 4                | Lakers de Los Angeles      | 47               | 35               | 57.3             |
|                  |                            |                  |                  |                  |
| 5                | Warriors de Golden State   | 44               | 38               | 53.7             |
| 6                | SuperSonics de Seattle     | 36               | 46               | 43.9             |
| 7                | Kings de Kansas City-Omaha | 33               | 49               | 40.2             |
| 8                | Suns de Phoenix            | 30               | 52               | 36.6             |
| 9                | Trail Blazers de Portland  | 27               | 55               | 32.9             |

C - Champions NBA

## Playoffs
|  | Demi-finales de Conférence | Demi-finales de Conférence | Demi-finales de Conférence |                    |   | Finales de Conférence | Finales de Conférence | Finales de Conférence |  |  | Finales NBA | Finales NBA       | Finales NBA |
|  |                            |                            |                            |                    |   |                       |                       |                       |  |  |             |                   |             |
|  | 1                          | Celtics de Boston          | 4                          |                    |   |                       |                       |                       |  |  |             |                   |             |
|  | 4                          | Braves de Buffalo          | 2                          |                    |   |                       |                       |                       |  |  |             |                   |             |
|  | 4                          | Braves de Buffalo          | 2                          |                    | 1 | Celtics de Boston     | 4                     |                       |  |  |             |                   |             |
|  | Conférence Est             |                            |                            |                    | 1 | Celtics de Boston     | 4                     |                       |  |  |             |                   |             |
|  |                            |                            | 2                          | Knicks de New York | 1 |                       |                       |                       |  |  |             |                   |             |
|  | 3                          | Capitals de Washington     | 2                          | Knicks de New York | 1 | 3                     |                       |                       |  |  |             |                   |             |
|  | 3                          | Capitals de Washington     |                            |                    |   | 3                     |                       |                       |  |  |             |                   |             |
|  | 2                          | Knicks de New York         | 4                          |                    |   |                       |                       |                       |  |  |             |                   |             |
|  |                            |                            |                            |                    |   |                       |                       |                       |  |  | E1          | Celtics de Boston | 4           |
|  |                            |                            | O1                         | Bucks de Milwaukee | 3 |                       |                       |                       |  |  |             |                   |             |
|  | 1                          | Bucks de Milwaukee         | 4                          |                    |   |                       |                       |                       |  |  |             |                   |             |
|  | 4                          | Lakers de Los Angeles      | 1                          |                    |   |                       |                       |                       |  |  |             |                   |             |
|  | 4                          | Lakers de Los Angeles      | 1                          |                    | 1 | Bucks de Milwaukee    | 4                     |                       |  |  |             |                   |             |
|  | Conférence Ouest           |                            |                            |                    | 1 | Bucks de Milwaukee    | 4                     |                       |  |  |             |                   |             |
|  |                            |                            | 3                          | Bulls de Chicago   | 0 |                       |                       |                       |  |  |             |                   |             |
|  | 3                          | Pistons de Détroit         | 3                          | Bulls de Chicago   | 0 | 3                     |                       |                       |  |  |             |                   |             |
|  | 3                          | Pistons de Détroit         |                            |                    |   | 3                     |                       |                       |  |  |             |                   |             |
|  | 2                          | Bulls de Chicago           | 4                          |                    |   |                       |                       |                       |  |  |             |                   |             |

## Conférence Ouest

### Demi-finale de Conférence
(1) Milwaukee Bucks contre (4) Los Angeles:
Les Bucks remportent la série 4-1
- Game 1 @ Milwaukee:  Milwaukee 99, Los Angeles 95
- Game 2 @ Milwaukee:  Milwaukee 109, Los Angeles 90
- Game 3 @ Los Angeles:  Los Angeles 98, Milwaukee 96
- Game 4 @ Los Angeles:  Milwaukee 112, Los Angeles 90
- Game 5 @ Milwaukee:  Milwaukee 114, Los Angeles 92

(2) Chicago Bulls contre (3) Detroit Pistons:
Les Bulls remportent la série 4-3
- Game 1 @ Chicago:  Detroit 97, Chicago 88
- Game 2 @ Detroit:  Chicago 108, Detroit 103
- Game 3 @ Chicago:  Chicago 84, Detroit 83
- Game 4 @ Detroit:  Detroit 102, Chicago 87
- Game 5 @ Chicago:  Chicago 98, Detroit 94
- Game 6 @ Detroit:  Detroit 92, Chicago 88
- Game 7 @ Chicago:  Chicago 96, Detroit 94

### Finale de Conférence
(1) Milwaukee Bucks contre (2) Chicago Bulls:
Les Bucks remportent la série 4-0
- Game 1 @ Milwaukee:  Milwaukee 101, Chicago 85
- Game 2 @ Chicago:  Milwaukee 113, Chicago 111
- Game 3 @ Milwaukee:  Milwaukee 113, Chicago 90
- Game 4 @ Chicago:  Milwaukee 115, Chicago 99

## Conférence Est

### Demi-finales de Conférence
(1) Celtics de Boston contre (4) Buffalo Braves:
Les Celtics remportent la série 4-2
- Game 1 @ Boston:  Boston 107, Buffalo 97
- Game 2 @ Buffalo:  Buffalo 115, Boston 105
- Game 3 @ Boston:  Boston 120, Buffalo 107
- Game 4 @ Buffalo:  Buffalo 104, Boston 102
- Game 5 @ Boston:  Boston 100, Buffalo 97
- Game 6 @ Buafflo: Boston 106, Buffalo 104

(2) Knicks de New York contre (3) Capital Bullets:
Les Knicks remportent la série 4-3
- Game 1 @ New York:  New York 102, Capital 91
- Game 2 @ Capital:  Capital 99, New York 87
- Game 3 @ New York:  Capital 88, New York 79
- Game 4 @ Capital:  New York 101, Capital 93
- Game 5 @ New York:  New York 106, Capital 105
- Game 6 @ Capital:  Capital 109, New York 92
- Game 7 @ New York: New York 91, Capital 81

### Finale de Conférence
(1) Celtics de Boston contre (2) Knicks de New York:
Les Celtics remportent la série 4-1
- Game 1 @ Boston:  Boston 113, New York 88
- Game 2 @ New York:  Boston 111, New York 99
- Game 3 @ Boston:  New York 103, Boston 100
- Game 4 @ New York:  Boston 98, New York 91
- Game 5 @ Boston:  Boston 105, New York 94

## Finales NBA
(1) Celtics de Boston contre (1) Milwaukee Bucks:
Les Celtics remportent la série 4-3
- Game 1 @ Milwaukee:  Boston 98, Milwaukee 83
- Game 2 @ Milwaukee:  Milwaukee 105, Boston 96
- Game 3 @ Boston:  Boston 95, Milwaukee 83
- Game 4 @ Boston:  Milwaukee 97, Boston 89
- Game 5 @ Milwaukee: Boston 96, Milwaukee 87
- Game 6 @ Boston: Milwaukee 102, Boston 101
- Game 7 @ Milwaukee: Boston 102, Milwaukee 87

## Leaders de la saison régulière
| Catégorie                  | Joueur           | Équipe                | Statistique |
| -------------------------- | ---------------- | --------------------- | ----------- |
| Points par match           | Bob McAdoo       | Buffalo Braves        | 30.6-       |
| Rebonds par match          | Elvin Hayes      | Capital Bullets       | 18.1        |
| Passes décisives par match | Ernie DiGregorio | Buffalo Braves        | 8.2         |
| Interceptions par match    | Larry Steele     | Portland TrailBlazers | 2.7         |
| Contres par match          | Elmore Smith     | Los Angeles Lakers    | 4.9         |
| % aux tirs                 | Bob McAdoo       | Buffalo Braves        | 54.7        |
| % aux lancers-francs       | Ernie DiGregorio | Buffalo Braves        | 90.2        |

## Récompenses individuelles
- Most Valuable Player: Kareem Abdul-Jabbar, Milwaukee Bucks
- Rookie of the Year: Ernie DiGregorio, Buffalo Braves
- Coach of the Year: Ray Scott, Detroit Pistons
- Executive of the Year: Eddie Donovan, Buffalo Braves

- NBA All-Defensive First Team :
  - Walt Frazier, Knicks de New York
  - Rick Barry, Golden State Warriors
  - Gail Goodrich, Los Angeles Lakers
  - John Havlicek, Celtics de Boston
  - Kareem Abdul-Jabbar, Milwaukee Bucks

- All-NBA Second Team :
  - Elvin Hayes, Capital Bullets
  - Spencer Haywood, Seattle SuperSonics
  - Bob McAdoo, Buffalo Braves
  - Dave Bing, Detroit Pistons
  - Norm Van Lier, Chicago Bulls

- NBA All-Rookie Team :
  - Ernie DiGregorio, Buffalo Braves
  - Nick Weatherspoon, Capital Bullets
  - Mike Bantom, Phoenix Suns
  - John Brown, Hawks d'Atlanta
  - Ron Behagen, Kansas City Kings

- NBA All-Defensive First Team :
  - Dave DeBusschere, Knicks de New York
  - John Havlicek, Celtics de Boston
  - Kareem Abdul-Jabbar, Milwaukee Bucks
  - Norm Van Lier, Chicago Bulls
  - Walt Frazier, Knicks de New York (ex aequo)
  - Jerry Sloan, Chicago Bulls (ex aequo)

- NBA All-Defensive Second Team :
  - Elvin Hayes, Capital Bullets
  - Bob Love, Chicago Bulls
  - Nate Thurmond, Golden State Warriors
  - Don Chaney, Celtics de Boston
  - Dick Van Arsdale, Phoenix Suns (ex aequo)
  - Jim Price, Los Angeles Lakers (ex aequo)

- MVP des Finales : John Havlicek, Celtics de Boston